# Тувинска народна република
Тувинска народна република (на тувински: Тьʙа Arat Respuʙlik) е частично призната държава в Южен Сибир, съществувала в периода 1921 – 1944 г.

## История
След Октомврийската революция от 1917 г., комунистическите войски превземат Тува през януари 1920. Този хаос води до обявяване на независимост. На 14 август 1921 г. болшевиките установяват Тувинска народна република, наричана до 1926 г. Тану Тува. Столицата Кем-Белдир е преименувана на Кизил (червен на тувински език). Договорът между Съветския съюз и Монголската народна република през 1926 г. потвърждава независимостта на страната. Няма други страни, които я признават, макар че се появява на карти и глобуси, произведени в САЩ.
От 1929 година просъветското правителство започва политика на борба с будизма и шаманството и на колективизация, съпроводена от репресии.
Тува влиза във Втората световна война със СССР на 25 юни 1941 г., три дни след германското нападение над Съветския съюз. На 11 октомври 1944 г. страната става част от Съветския съюз, като е превърната в Тувинска автономна област от руската съветска федеративна социалистическа република с решение на президиума на Върховния съвет на СССР.
В днешни дни Тува е автономна република в рамките на Руската федерация. Над 75% от населението на Тува са етнически тувинци.